# Manolo Gabbiadini
Manolo Gabbiadini (Calcinate, provincia de Bérgamo, Italia, 26 de noviembre de 1991) es un futbolista italiano. Juega de delantero y su equipo es el Al-Nasr S. C. de la UAE Pro League.

## Trayectoria
Gabbiadini hizo su debut profesional con 18 años de edad, en las filas del Atalanta el 14 de marzo de 2010 en un partido contra el Parma (entró de cambio en el minuto 79 por Simone Tiribocchi). El 9 de julio del mismo año se unió al Cittadella de la Serie B; aquí marcó su primer gol como profesional el 29 de noviembre contra el Modena. Al término de la temporada totalizó 27 presencias y 5 goles. Un año después regresó al Atalanta; el 25 de marzo de 2012, a los 20 años, anotó su primer gol en la máxima división italiana en un partido de local ante el Bologna.
En agosto de 2012 fue fichado por la Juventus de Turín, que lo cedió en préstamo por un año al Bologna. El 9 de julio de 2013 fue fichado por la Sampdoria: el club de Génova lo adquirió en copropiedad con la Juve por la cifra de 5,5 millones de euros a pagar en tres años. Debutó el 17 de agosto contra el Benevento en un partido de Copa Italia, realizando un doblete; esa temporada totalizó 35 presencias y 10 goles, entre liga y copa.
El 5 de enero de 2015 fue adquirido por el Napoli, con el que debutó el 11 de enero contra la Juventus en el minuto 73.
El 31 de enero de 2017, Gabbiadini firmó un contrato de cuatro años y medio con Southampton de Inglaterra. La tasa de transferencia pagada se informó que en la región de £ 14 a £ 15 millones dependiendo de la fuente, aunque el club no dio a conocer oficialmente la tasa de transferencia. 
El 4 de febrero de 2017, anotó su primer gol para el club en su debut en la Premier League en una derrota 1-3 ante el West Ham. Luego el día 26 de febrero de 2017 consiguió el subcampeonato en la Copa de la Liga con el Southampton marcando 2 goles durante el partido ante el Manchester United, el resultado del partido fue 3-2 a favor del Manchester United.

## Selección nacional
Ha sido internacional con la selección de Italia en 13 ocasiones y ha marcado 2 goles. Debutó el 15 de agosto de 2012, en un encuentro amistoso ante la selección de Inglaterra que finalizó con marcador de 2-1 a favor de los ingleses.

### Participaciones en Eurocopas
| Eurocopa                | Sede   | Resultado  |
| ----------------------- | ------ | ---------- |
| Eurocopa Sub-21 de 2013 | Israel | Subcampeón |

## Clubes
| Club                | País                   | Año                 | PJ  | Goles |
| ------------------- | ---------------------- | ------------------- | --- | ----- |
| Atalanta B. C.      | Italia                 | 2009-2010           | 2   | 0     |
| A. S. Cittadella    | Italia                 | 2010-2011           | 29  | 5     |
| Atalanta B. C.      | Italia                 | 2011-2012           | 24  | 2     |
| Bologna F. C.       | Italia                 | 2012-2013           | 31  | 7     |
| U. C. Sampdoria     | Italia                 | 2013-2015           | 50  | 19    |
| S. S. C. Napoli     | Italia                 | 2015-2017           | 79  | 25    |
| Southampton F. C.   | Inglaterra             | 2017-2019           | 60  | 12    |
| U. C. Sampdoria     | Italia                 | 2019-2023           | 127 | 33    |
| Al-Nasr S. C.       | Emiratos Árabes Unidos | 2023-presente       |     |       |
| Total en su carrera | Total en su carrera    | Total en su carrera | 402 | 103   |

## Vida personal
Es el hermano menor de la también futbolista internacional Melania Gabbiadini. El 12 de marzo de 2020 a través de un comunicado, la Sampdoria confirmó que el jugador contrajo el coronavirus COVID-19 después de ser sometido a análisis, siendo así el segundo jugador en la Serie A en ser detectado con el virus, detrás del defensor de la Juventus Daniele Rugani que le fue detectado el día anterior.